# Климентовский переулок
Клименто́вский переулок — переулок в Замоскворечье, соединяющий Большую Татарскую улицу с Большой Ордынкой. Назван по имени православного Храма Священномученика Климента, Папы Римского (1762—1774). Пересекает Пятницкую и Новокузнецкую улицы; с нечётной (южной) стороны к переулку примыкают Голиковский переулок и улица Малая Ордынка. Участок от Новокузнецкой улицы до Ордынки является пешеходным. Здания на северной стороне переулка заняты магазинами и предприятиями общественного питания.

## История
В XIII—XIV веках по трассе современных Татарских улиц проходила большая Ордынская дорога от «живого моста, что против трубы» (см. Большой Москворецкий мост) в Коломну. В отличие от современной Ордынки, идущей строго на юг, Ордынка XIV века склонялась к юго-востоку, к трассе современной Татарской улицы. Пересекавший её переулок, первоначальное название которого осталось неизвестным, располагался примерно на месте современного Климентовского, к северу от поперечной дороги, соединявшей два перевоза через реку (см. Старый Толмачёвский переулок). Квартал вокруг этого перекрёстка заселили татары-ордынцы, а рядом обосновались переводчики-толмачи («Старые Толмачи», в отличие от «Новых», переехавших на новое место близ Кадашей). Климентовский городок (острог, острожек), вероятно, существовал уже на рубеже XV—XVI веков.
После возведения Скородома (1591—1592) и разрушений Смуты уличная Сеть Замоскворечья резко изменилась: восточные, «ордынские», дороги потеряли своё значение, а сама Ордынка, в несколько этапов, изменила трассу на современную (улица Малая Ордынка — одна из промежуточных Ордынок первой трети XVII века). Климентовский переулок остался на прежнем месте, и в 1760-х годах приобрёл крупнейший храм, когда-либо построенный в Замоскворечье (см. ниже). Прочая же застройка переулка оставалась одно-двухэтажной до 1912 года.
В 1912—1913 в переулке строится первое действительно многоэтажное здание — неоклассический восьмиэтажный дом М. И. Бабанина. В 2000-х годах к востоку от него выстроено современное здание таких же размеров.
В ноябре 2013 года Климентовский переулок стал пешеходным, движение транспорта по нему полностью закрыто.

## Зоны отдыха
В 2016 году в Климентовском переулке напротив дома 2 был разбит сквер, территория которого раньше представляла собой стихийную парковку. В рамках работ по благоустройству здесь проложили пешеходные дорожки, организовали детскую площадку и обустроили зону воркаут, для тихого отдыха поставили уличные табуреты и парковые качели.

## Примечательные здания и памятники

### По нечётной стороне

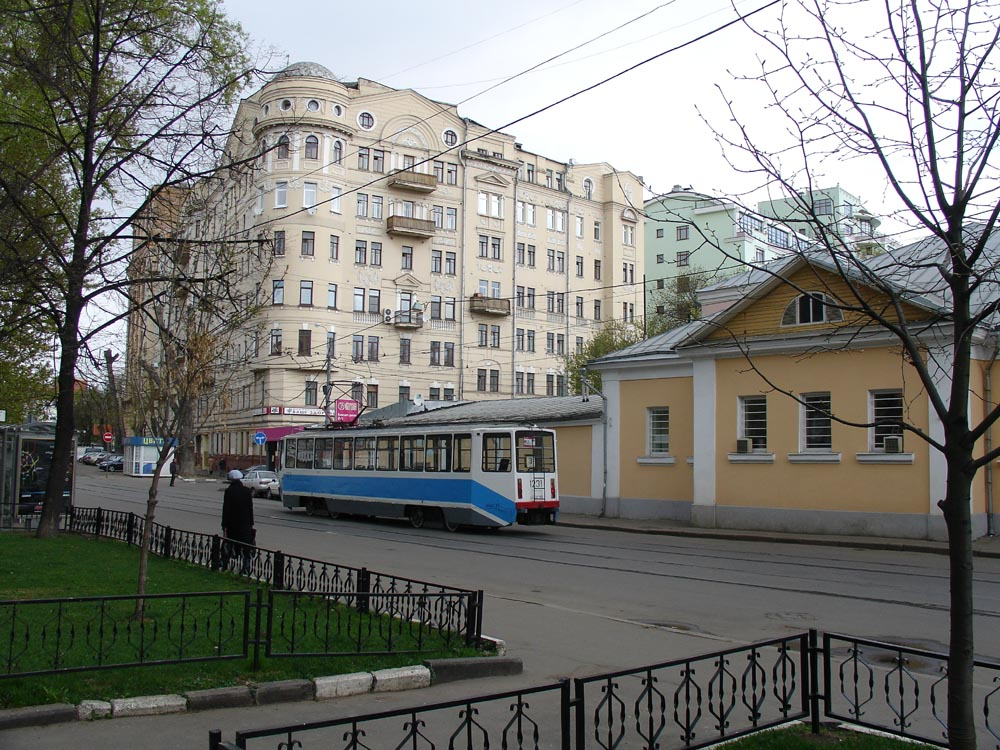
Новокузнецкая улица, пересечение с Климентовским переулком. Дом Бабанина и усадьба Николаевых

- № 1/18 — жилой дом второй половины XIX века, построен на основе палат Дурново XVIII века. Принадлежал знаменитому промышленнику, строителю железных дорог П. И. Губонину. Позднее дом был приобретен известным татарским купцом и меценатом, основателем Московской Соборной мечети Салихом Ерзиным (с 1911 дом принадлежал потомкам Салиха Ерзина).
- № 1, строения на углу Новокузнецкой улицы — служебные постройки усадьба Николаевых (главный дом по Новокузнецкой, 18/1 — XVIII века). Старейший в Москве магазин компакт-дисков.
- № 3 — одноэтажные постройки, примыкающие к дому Матвеевых (Пятницкая, 31). Первый владелец его, купец К. М. Матвеев — главный храмоздатель Климентовского храма[5].
- № 7 (№ 26 по Пятницкой улице) — Храм Священномученика Климента, Папы Римского. Впервые упомянут в письменных источниках под этим именем в 1612 году, в связи с боями между русскими ополченцами и польским войском Ходкевича у «острожка, что был у Климента Папы Римского». Первый каменный храм на этом месте датирован 1657 годом; в 1662 у него было уже три придела. Храм был перестроен в 1720, затем в 1756—1758 к нему добавили трапезную и колокольню. В 1762 прихожане получили разрешение на слом главного объёма старого храма, и к 1769 на средства купца К. М. Матвеева был завершён пятиглавый барочный храм, дошедший до наших дней. Авторство постройки не установлено; предположительно, его выстроил И. Я. Яковлев по проекту Пьетро Антонио Трезини[6].
- № 9/1 — жилой дом; с мая 2021 года — местонахождение редакции научно-популярного журнала «Знание — сила»[7]. В рамках гражданской инициативы «Последний адрес» на здании установлен мемориальный знак с именем медсестры Зинаиды Николаевны Маевской[8], расстрелянной в годы сталинских репрессий.

### По чётной стороне
- № 2 — ЖК «Купеческая усадьба».
- № 6/6,  памятник архитектуры (региональный) — доходный дом М. И. Бабанина, 1912—1913, архитектор Э. К. Нирнзее[9]. 8-этажное здание на углу Климентовского переулка и Новокузнецкой улицы (участок улицы до станции метро «Новокузнецкая» пробит в 1940-х годах, в результате чего дворовый фасад дома стал уличным). В его угловую часть с уровня третьего этажа и до верха врезан цилиндрический объём, имеющий в верхнем этаже ордерный строй и купольное завершение. Лепной декор дома сочетает мотивы московского ампира и модернизированные мотивы неоклассики. В доме жил артист эстрады Владимир Яхонтов[10].
- Сквер между домами № 14 и № 16 — архитектурный ансамбль, включающий памятник московскому генерал-губернатору Сергею Александровичу Романову и его супруге Елизавете Фёдоровне (автор проекта — народный художник РФ Георгий Франгулян); памятник открыт 1 ноября 2024 года[11][12]
- № 16 (№ 21 по Большой Ордынке) — городская усадьба Долговых. Главный дом построен около 1770 на сводчатом подклете рубежа XVII—XVIII веков. После пожара 1812 года была перестроена в стиле ампир. Каменная ограда по Ордынке — 1882 года. Флигель, выходивший на Климентовский переулок, был разрушен в 1970-е годы;[13] в 1990-е годы он частично воссоздан (здание McDonalds), но в меньшей, чем первоначально, протяжённости по переулку. На месте бывшего дома между флигелем и ближайшим домом 14 — обширный пустырь, через который просматривается задний фасад главного дома с полукруглой террасой и лестницами в сад.

## Транспорт
Непосредственно в переулке расположена станция метро Третьяковская. Переулок также доступен на трамвае (маршруты А, 3, 39) от метро Павелецкая или Чистые пруды.